# Dineutus carolinus
Dineutus carolinus es una especie de escarabajo del género Dineutus, familia Gyrinidae. Fue descrita científicamente por .
Habita en Bahamas, Canadá, México, el Caribe y los Estados Unidos (desde Carolina del Norte y Florida hasta Oklahoma y Texas). El macho mide 9.1–10.9 mm y la hembra 8.7–10.6 mm.